# Lettische Unihockeynationalmannschaft der Frauen
Die lettische Unihockeynationalmannschaft der Frauen repräsentiert Lettland bei Länderspielen und internationalen Turnieren in der Sportart Unihockey. Der vierte Platz an der Weltmeisterschaft 2007 ist bisher die beste Platzierung.

## Platzierungen

### Weltmeisterschaften
| WM   | Austragungsort(e)           | Platz    |
| ---- | --------------------------- | -------- |
| 1997 | Mariehamn und Godby         | 7. Platz |
| 1999 | Borlänge                    | 7. Platz |
| 2001 | Riga                        | 6. Platz |
| 2003 | Bern, Gümligen und Wünnewil | 6. Platz |
| 2005 | Singapur                    | 5. Platz |
| 2007 | Frederikshavn               | 4. Platz |
| 2009 | Västerås                    | 6. Platz |
| 2011 | St. Gallen                  | 7. Platz |
| 2013 | Brünn, Ostrava              | 5. Platz |
| 2015 | Tampere                     | 5. Platz |
| 2017 | Bratislava                  | 6. Platz |
| 2019 | Neuenburg                   | 8. Platz |
| 2021 | Uppsala                     | 9. Platz |

## Trainer
- 2013-jetzt Jurijs Fedulovs